# فاهيتا

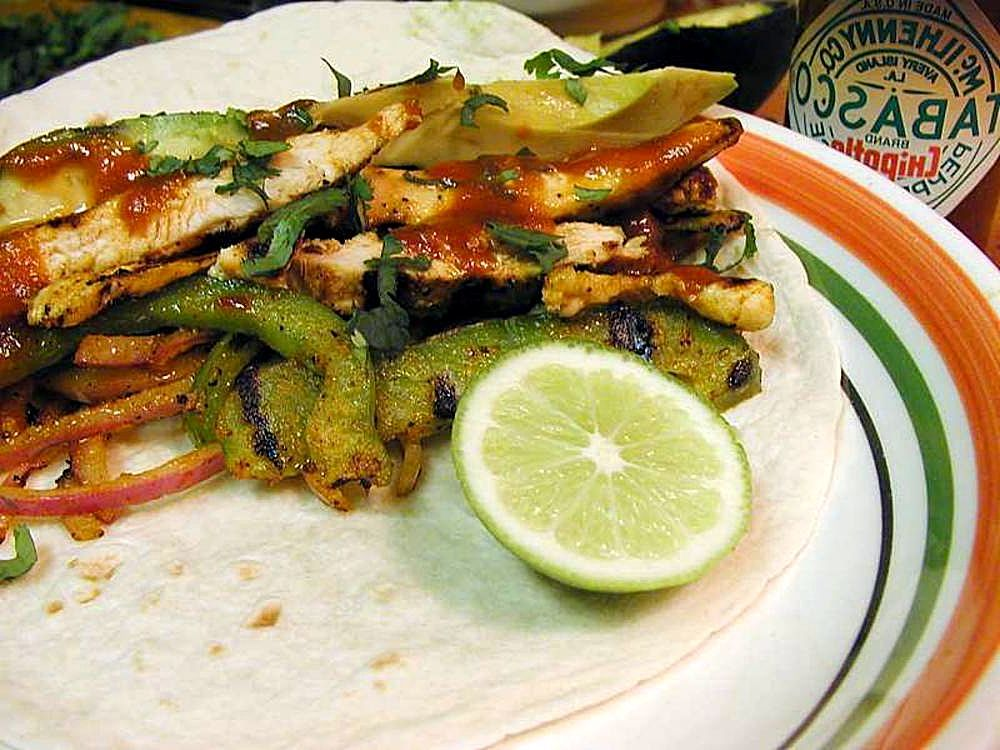

الفاهيتا طبق من أشهر الأطباق المكسيك إنتشر في أمريكا الشمالية وفي كل أنحاء العالم. نكهته مميّزة فضلاً إلى أنه سريع التحضير. هناك نوعان: الفاهيتا بالدجاج والفاهيتا باللحم وتحضّر الوصفتان بالطريقة نفسها تقريبياً. تؤكل الفاهيتا عادةً بخبز التورتييا.
تحضّر وصفة الفاهيتا باللحم من البصل، الفليفلة الحلوة الحمراء، الخضراء والصفراء، لحم بقر، عصير البرتقال، عصير الليمون، كمون بابريكا، فلفل أسود، قرفة ناعمة، زيت نباتي، ثوم وملح.

## وصلات خارجية
وصفة الفاهيتا باللحم مع معلوماتها الغذائية